# Tallkrogen (tunnelbanestation)

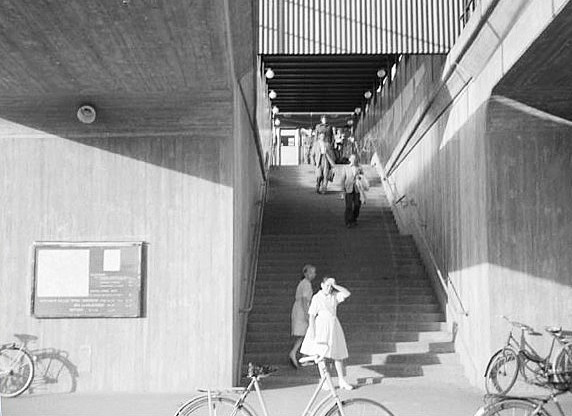
Trappan från Victor Balcks väg, 1960-talet.

Tallkrogen är en station inom Stockholms tunnelbana, belägen i stadsdelen Tallkrogen i Söderort inom Stockholms kommun.

## Historik
Stationen trafikeras av Gröna linjen (linje 18), och ligger mellan stationerna Skogskyrkogården och Gubbängen. Den ligger vid Tallkrogsvägen/Victor Balcks väg 101.
Avståndet från Slussen är 6 kilometer. Stationen ritades av arkitekt Peter Celsing och öppnades den 1 oktober 1950 när tunnelbanan Slussen–Hökarängen invigdes. Stationen har en plattform utomhus, med entré från Victor Balcks väg. Till en början var trappan upp till biljetthallen öppen men byggdes in senare.

## Konstnärlig utsmyckning
Ovanför trappan från biljetthallen till gatan märks Tallkrogsdraken, ett fantasidjur skapat 1998 av Kristina Anshelm. Motivet fick sin inspiration av Tallkrogens ovanliga stadsplan över det så kallad olympiaområdet. Gatorna blir Tallkrogsdrakens skelett och ben och i bakgrunden syns småhusens tegeltak samt fasadernas ursprungliga färgsättning. Materialet är plastlaminat.

## Bilder

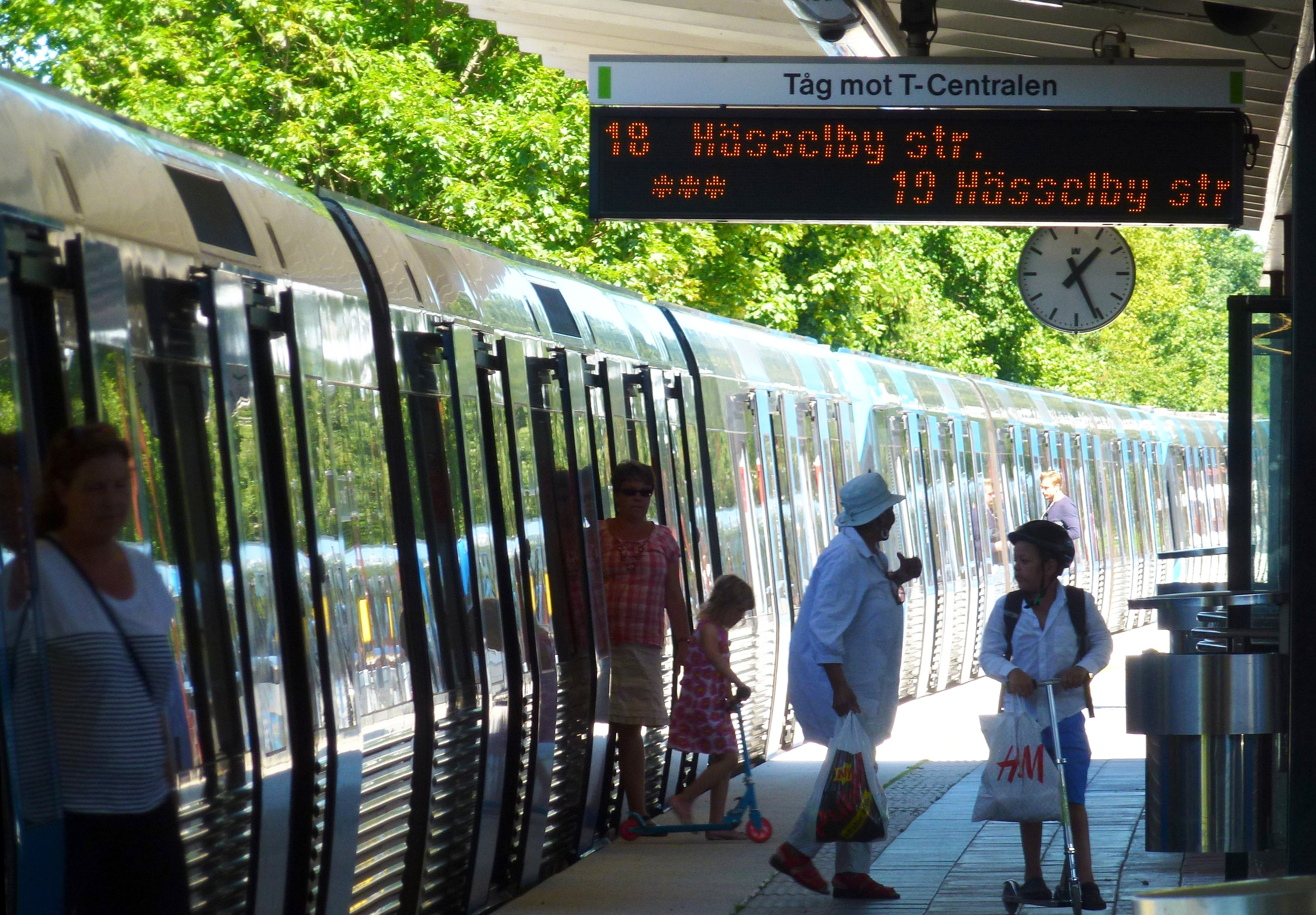
Perrongen
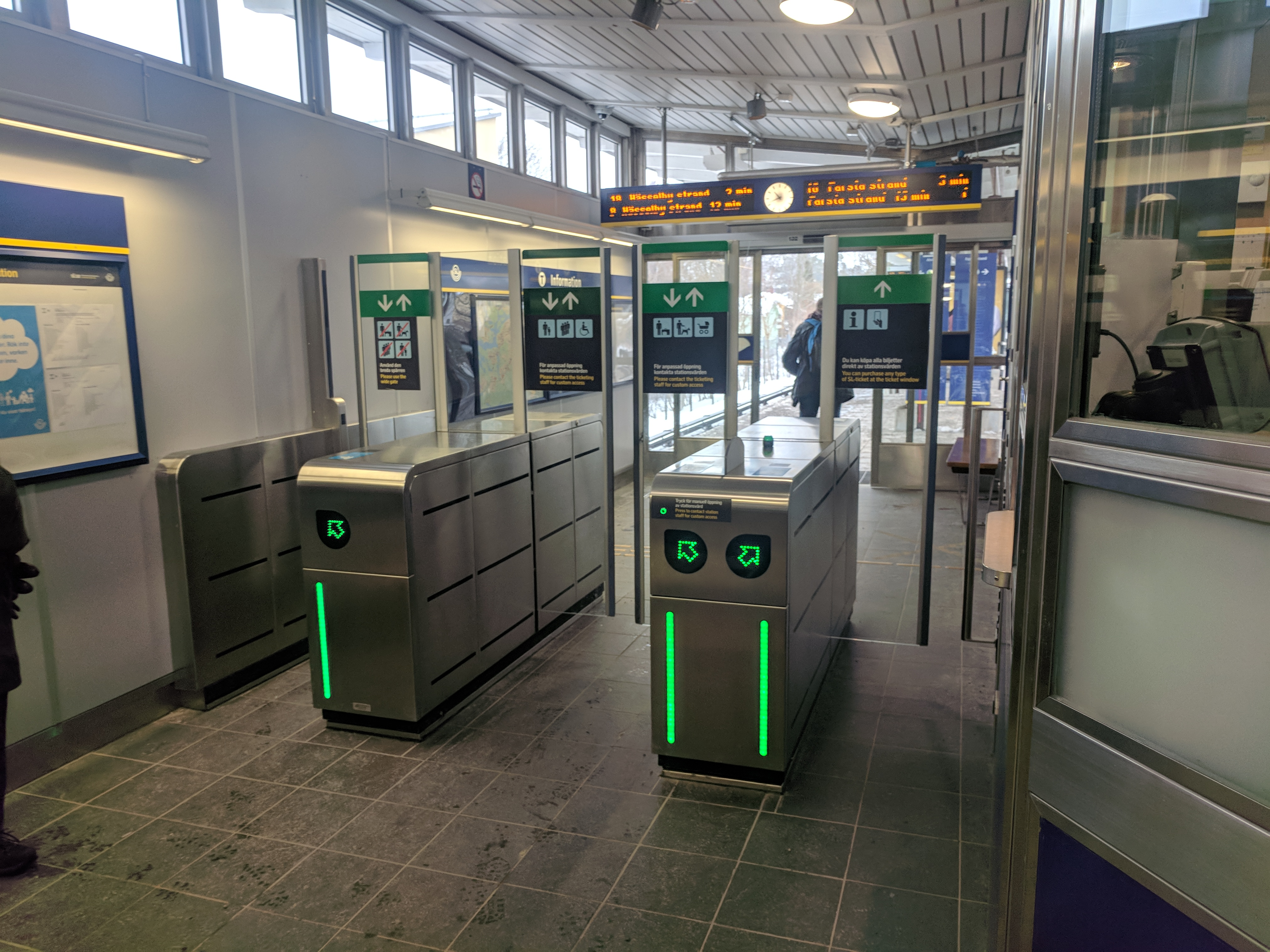
Spärrarna
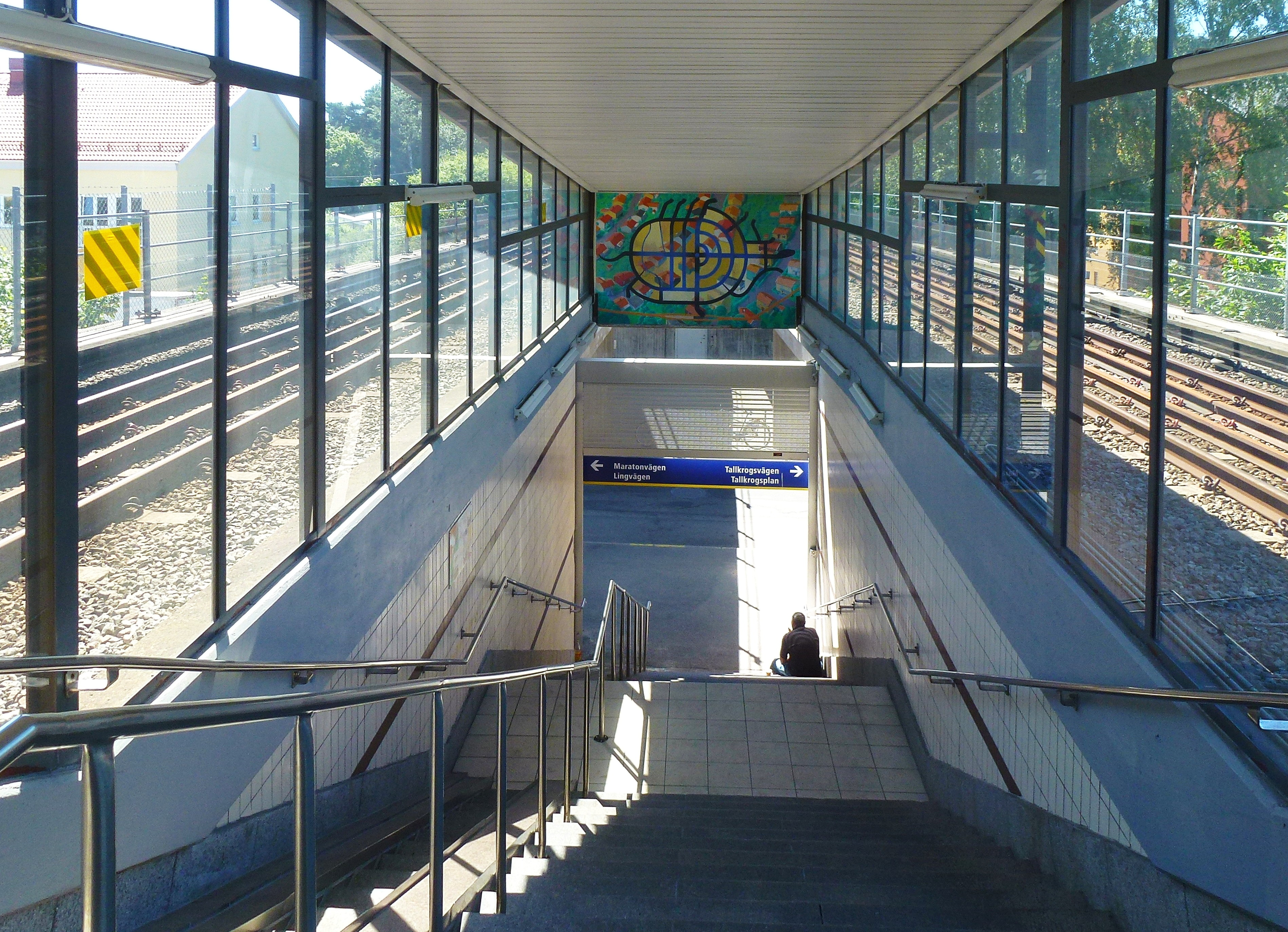
Uppgången
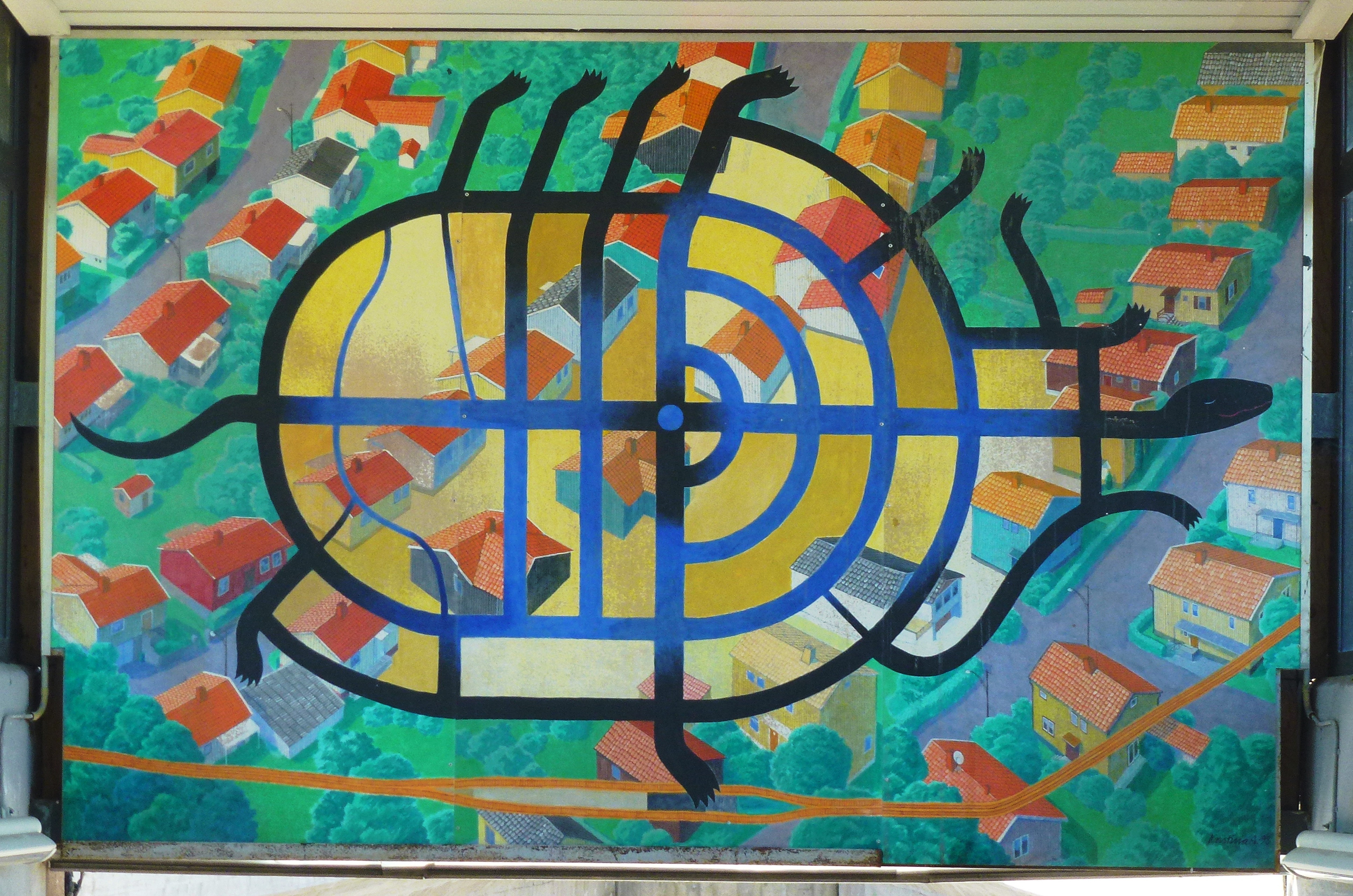
"Tallkrogsdraken"
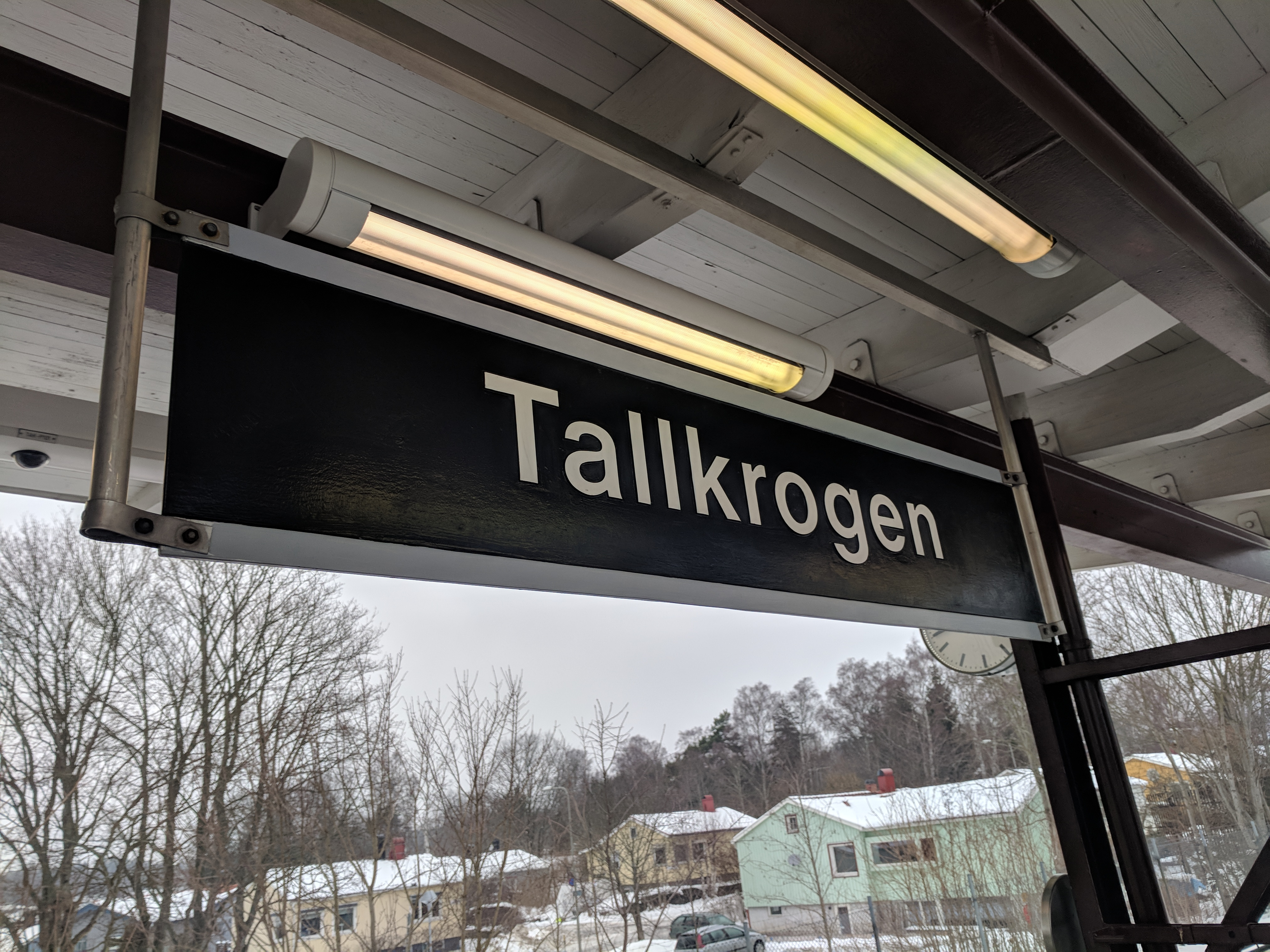
Stationsskylt